# Golf à La Réunion
Le golf peut se pratiquer, sur l'île de La Réunion, département d'outre-mer français dans le sud-ouest de l'océan Indien, sur trois parcours différents et au sein d'autant de structures sportives différentes.

## Parcours

### Golf du Bassin Bleu
Le golf du Bassin Bleu est situé par 21° 03′ 10″ S, 55° 15′ 15″ E à Villèle sur le territoire de la commune de Saint-Paul, dans l'Ouest de l'île.

### Golf du Colorado
Le golf du Colorado, ou golf de La Montagne, est situé par 20° 54′ 05″ S, 55° 25′ 25″ E dans le parc du Colorado, à La Montagne, sur le territoire de la commune de Saint-Denis, le chef-lieu. Il est exploité par une association sportive, le Golf Club du Colorado, qui compte environ 500 membres, dont 360 pratiquants réguliers.

### Golf de L'Étang-Salé
Le golf de L'Étang-Salé est situé par 21° 16′ 30″ S, 55° 21′ 35″ E dans la forêt de L'Étang-Salé sur le territoire de la commune de L'Étang-Salé, au sud-ouest de l'île. Il est actuellement exploité par une association sportive, le Golf Club de Bourbon.